# Вайринен, Тим
Тим Вайринен (фин. Tim Väyrynen; родился 30 марта 1993 года, Эспоо, Финляндия) — финский футболист, нападающий лихтенштейнского клуба «Вадуц». Выступал за сборную Финляндии.
Отец Тима, Мика также был профессиональным футболистом.

## Клубная карьера
Тим Вайринен — воспитанник клуба «Хонка». 16 октября 2010 года в матче против «Хаки» он дебютировал в Вейккауслиге. В своём дебютном сезоне он помог клубу выиграть Кубок финской лиги, а через год повторил достижение. 15 мая 2011 года в поединке против РоПСа Тим забил свой первый гол за «Хонку». В 2012 году Вайринен помог клубу завоевать Кубок Финляндии. В 2013 году он с 17 мячами стал лучшим бомбардиром чемпионата.
В начале 2014 года перешёл в дортмундскую «Боруссию», но из-за высокой конкуренции выступал только за дублирующий состав. В начале 2015 года для получения игровой практики на правах аренды полгода играл за кёльнскую «Викторию».
Летом 2015 года Вайринен перешёл в дрезденское «Динамо». 25 июля в матче против «дублёров» «Штутгарта» он дебютировал за новую команду. В этом же поединке Тим забил свой первый гол за «Динамо». По итогам сезона помог клубу выйти в более высокий дивизион. 18 декабря 2016 года в матче против «Арминии» он дебютировал во Второй Бундеслиге.
В начале 2017 года Вайринен перешёл в «Ганзу». 28 января в матче против «Ян Регенсбурга» он дебютировал за новую команду. В поединке против «Алена» Тим забил свой первый гол за «Ганзу». Летом 2018 года подписал соглашение с нидерландской «Родой». 8 сентября в матче против НЕК он дебютировал в Эрстедивизи.
2 августа 2021 года подписал контракт с финским «КуПс» до конца 2022 года.
21 февраля 2023 года подписал контракт с лихтенштейнским клубом «Вадуц» на правах свободного агента, заключив контракт сроком на один год.

## Международная карьера
21 мая 2014 года в товарищеском матче против сборной Чехии дебютировал за сборную Финляндии.

## Достижения
Командные
 «Хонка»
- Обладатель Кубка Финляндии: 2012
- Обладатель Кубка финской лиги (2): 2010, 2011

 «ХИК»
- Чемпион Финляндии: 2020
- Обладатель Кубка Финляндии: 2020

Индивидуальные
- Игрок года Вейккауслиги — 2013
- Лучший бомбардир Вейккауслиги (17 мячей) — 2013